# Tonny Cohen
Tony Cohen (Amsterdam, 14 oktober 1965) is een voormalig Nederlands honkballer.
Cohen kwam uit als rechtshandig werper voor de Amsterdamse vereniging Amsterdam Pirates, in de hoofdklasse. Hij maakte tevens deel uit van het Nederlands honkbalteam waarmee hij deelnam aan de Europese Kampioenschappen van 1985 waar hij met het team de titel behaalde. Een jaar eerder deed hij met de ploeg mee aan de World Series.
Cohen kwam ook uit in Amerika waar hij in twee van de minor teams van de Pittsburgh Pirates speelde, de Macon Pirates in 1987 en de Augusta Pirates in 1988. In 1989 keerde hij terug naar Nederland en ging weer spelen bij de Amsterdam Pirates. In 1992 werd hij wederom opgenomen in het Nederlands team, wat toentertijd veel controverse veroorzaakte omdat het toen niet gebruikelijk was om spelers die als professional in Amerika hadden gespeeld te selecteren. Cohens voornaam wordt in vele Amerikaanse bronnen abusievelijk als Tonny vermeld.
Na zijn honkbalcarrière werkte hij in de modewereld in Italië en werd modeontwerper. Momenteel is hij eigenaar van drie eigen labels onder de naam Tony Cohen en twee modezaken in Amsterdam.